# Tembi Locke
TTembekile 'Tembi' Locke (Houston, 26 juli 1970), is een Amerikaanse actrice, kunstschilder en schrijfster.

## Biografie
Locke heeft aan de Alief Hastings High School in haar geboorteplaats Houston haar highschooldiploma gehaald. Hierna heeft ze een tijd in Italië gewoond waardoor ze nu vloeiend Italiaans spreekt. Toen ze terug was in Amerika ging ze studeren aan de Wesleyan Universiteit in Connecticut en is daar afgestudeerd in kunstgeschiedenis.
Locke woont in Los Angeles met haar dochter. Haar Italiaanse man, die chef-kok was, is overleden in 2012.
Locke heeft schilderijen vervaardigd die in heel Amerika in privébezit zijn.
Locke begon in 1994 met acteren in de televisieserie The Fresh Prince of Bel-Air als vriendin van Will. Hierna heeft ze nog meerdere rollen gespeeld in televisieseries en films zoals Beverly Hills, 90210 (1995-1996), Sliders (1999-2000) en Dumb and Dumber To (2014).

## Filmografie

### Films
Uitgezonderd korte films.
- 2019 The Obituary of Tunde Johnson - als Yomi Johnson
- 2018 Collusions - als Regina
- 2017 The Climb - als Babe
- 2014 Dumb and Dumber To - als dr. Barbara Walcott
- 2011 Bucky Larson: Born to Be a Star – als slimme vrouw
- 2008 Black Widow – als Jill Keegan
- 2007 Final Approach – als Jackie Reynolds
- 2007 Born in the USA – als ??
- 2003 Art of Revenge – als Isabel Bloom
- 2002 Prep – als ??
- 2001 Blind Men – als ??
- 1999 Unbowed – als Cleola
- 1997 Steel – als Norma
- 1996 Star Command – als Meg Dundee
- 1996 Ringer – als Neely

### Televisieseries
Uitgezonderd eenmalige gastrollen.
- 2020 - 2021 Never Have I Ever - als Elise Torres - 4 afl.
- 2019 Proven Innocent - als Vanessa Dale - 2 afl.
- 2017 - 2018 NCIS: Los Angeles - als Leigha Winters - 2 afl.
- 2017 Animal Kingdom - als Monica - 2 afl.
- 2015 - 2016 The Magicians - als dr. Jennifer London - 2 afl.
- 2010 – 2012 Eureka – als dr. Grace Monroe – 24 afl.
- 2006 Windfall – als Addie Townsend – 6 afl.
- 2005 Unscripted – als studente – 2 afl.
- 2004 Like Family – als Ethel – 4 afl.
- 2001 – 2002 Raising Dad – als adjunct-directeur Liz Taylor – 5 afl.
- 2000 Bull – als ?? – 2 afl.
- 1999 – 2000 Sliders – als Diana Davis – 18 afl.
- 1997 – 1998 Michael Hayes – als Gina – 2 afl.
- 1996 In the House – als Shanna – 2 afl.
- 1995 – 1996 Beverly Hills, 90210 – als Lisa Dixon – 5 afl.

- International Standard Name Identifier: 0000 0005 0005 1382
- Library of Congress Control Number: no2019018018
- Istituto Centrale per il Catalogo Unico: MILV401361
- Virtual International Authority File: 5578154983549167860002
- WorldCat: E39PBJwXcY6byg3Tk8G879d84q